# Ingénieurs et scientifiques de France
 (novembre 2022).
L'association Ingénieurs et scientifiques de France (IESF) est une association relevant de la loi de 1901, apartitaire et aconfessionnelle, qui se veut représentative en France et à l’étranger des ingénieurs et scientifiques de France. Elle fédère plus de 180 associations de diplômés et anciens élèves d'écoles d'ingénieurs et une trentaine de sociétés d'ingénieurs et scientifiques. Elle est présente sur tout le territoire français par le biais de 25 Unions régionales des ingénieurs et scientifiques (IESF régionales) ainsi qu'à l'étranger. Par ce biais, IESF compte plus de 160 000 membres directs et indirects, et représente 800 000 ingénieurs et scientifiques.
Elle est le membre national pour la France de la World Federation of Engineering Organizations (Fédération Mondiale des Organisations d'Ingénieurs) et de la Fédération européenne d'associations nationales d'ingénieurs (FEANI).

## Présentation générale
IESF est l’héritier d'une association reconnue d'utilité publique depuis le 22 décembre 1860 par décret de Napoléon III, Empereur des Français. Dans sa plaquette, IESF se présente comme le représentant du corps social des 800 000 ingénieurs et scientifiques reconnus par leurs diplômes ou leurs fonctions : 700 000 ingénieurs diplômés des écoles françaises et 100 000 ingénieurs d’origine universitaire.

## Historique

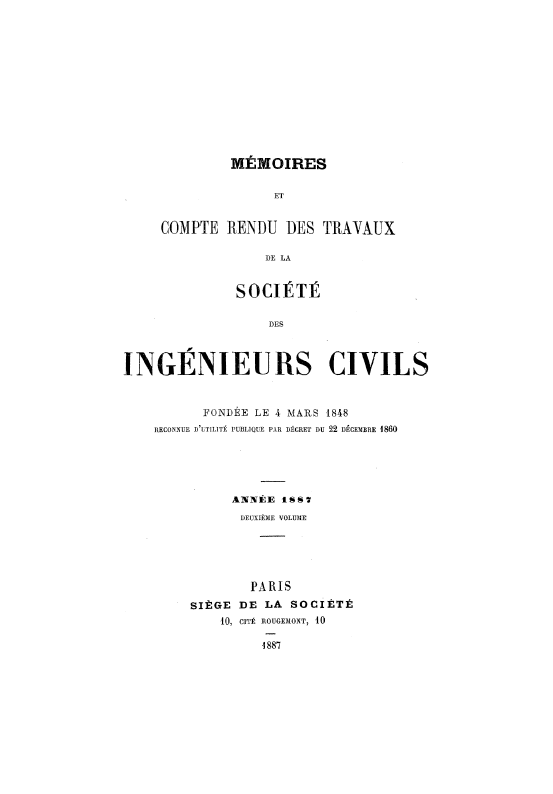
Périodique de la Société des ingénieurs civils publié en juillet 1887

IESF (ex CNISF) a été créée en 1992 de la fusion de trois grandes associations représentatives des ingénieurs et scientifiques français :
- la Société des ingénieurs et scientifiques de France (ISF) ;
- la Fédération des associations et sociétés françaises d'ingénieurs diplômés (FASFID) ;
- le Conseil national des ingénieurs français (CNIF).

### Société des ingénieurs et scientifiques de France (ISF)
La Société des ingénieurs et scientifiques de France tire ses origines de la Société centrale des ingénieurs civils, fondée le 4 mars 1848.
La Société centrale des ingénieurs civils fut créée à l'initiative d'un groupe d'anciens élèves de l'École centrale des arts et manufactures, son premier président fut Eugène Flachat, ingénieur autodidacte[réf. nécessaire]. Le terme d'« ingénieur civil » s'oppose dans ce cas aux ingénieurs de la fonction publique formés au sein de l'École polytechnique et de ses écoles d'applications, civiles ou militaires : est ingénieur civil au XIXe siècle un praticien autodidacte ou ancien élève d'une école d'ingénieurs non fonctionnaire.
En 1850, la société est renommée en « Société des ingénieurs civils de France » puis reconnue d'utilité publique en 1860. En 1880, une majorité de membres de la société étaient centraliens et 20 % étaient Gadzarts.
En 1948, apparaît l'Union des associations et sociétés industrielles françaises. En 1978, un premier regroupement est décidé entre la Société des ingénieurs civils de France et l'Union des associations et sociétés industrielles françaises pour créer la Société des ingénieurs et scientifiques de France (ISF).

### Fédération des associations et sociétés françaises d'ingénieurs diplômés (FASFID)
Après la Société centrale des ingénieurs civils créée en 1848 et acceptant les ingénieurs civils de multiples origines, apparurent des associations spécifiques à chaque école, telles que la Société des ingénieurs Arts et Métiers en 1849, l'association des Ponts et Chaussées en 1860, l'Association amicale des anciens élèves de l'École des mines en 1864, l'association des anciens élèves de l'École Polytechnique en 1865, l'association des centraux (École centrale Paris) en 1862, l'Association des anciens de l'École centrale lyonnaise (École centrale de Lyon) en 1866, l'Association des anciens élèves de l'Institut industriel du Nord (École centrale de Lille) en 1877, l'association des Supélec en 1924.
Pour regrouper les sociétés d'ingénieurs diplômés ou d'anciens élèves d'écoles d'ingénieurs établies durant la seconde moitié du XIXe siècle et au début XXe siècle, une Fédération des associations et sociétés françaises d'ingénieurs diplômés (FASFID) est créée en 1929. Elle regroupe les associations d'anciens élèves diplômés des écoles d'ingénieurs françaises.

### Conseil national des ingénieurs français (CNIF)
Le Conseil national des ingénieurs français a été créé en 1957.

## Objets et fonctionnement

### Fonctionnement
La vocation première d'IESF est de constituer, pour les ingénieurs, une force représentative équivalente à celles d'autres catégories socio-professionnelles (Ordres des avocats, médecins, etc.).
Elle s'occupe de la promotion et de la défense des intérêts moraux, culturels, économiques des ingénieurs et scientifiques.
Elle s'intéresse à la qualité de la filière française d’études scientifiques et techniques, et à son adéquation au marché de l’emploi tout le long de la vie professionnelle.

### Représentations
IESF est représenté au sein de différents organismes officiels :
- Commission des titres d'ingénieur (CTI)[6]
- Jurys d'examen des Ingénieurs Diplômés par l'État (DPE)[7]
- Institut national de la propriété industrielle (INPI)
- Commission nationale française (CNF) pour l'UNESCO
- Commission Armées-Jeunesse
- Conférence des grandes écoles (CGE) [8]

### Partenariats
Le 25 octobre 2017, IESF signe une convention de coopération avec le MEDEF.

### Éthique de l'ingénieur
En 1997, le CNISF (ancien nom de l'IESF) a publié une première version de son code de déontologie.
En 2001, ce code change de nom, en devenant la charte d'éthique de l'ingénieur. Cette charte souligne dans son préambule que les ingénieurs ont un rôle essentiel dans la diffusion d'informations sur les possibilités réelles et sur les limites des techniques, et dans l’évaluation des avantages et des risques qu’elles engendrent.
Toutefois, cette charte n'a pas d'exigences aussi élevées sur le plan éthique que le serment d'Hippocrate en médecine, ou de serments dans d'autres professions (droit, pharmacie...). Pour pallier ce manque, l'École polytechnique fédérale de Lausanne (en Suisse) a élaboré en 1990 un Serment d'Archimède dont s'inspirent quelques autres écoles en Europe[Lesquelles ?].
La question de savoir si les scientifiques, et plus largement les ingénieurs, doivent prêter serment à la fin de leurs études se pose au sujet des grandes questions éthiques (OGM, Système d'armes létales autonome, gisements de gaz de schiste...), et suscite des débats.

### Anciens Présidents
- Mars-Juin 2025 : Frédéric Misheletti (Centrale Méditerranée promo 1995, Supélec promo 1996)
- Janvier 2024 - Mars 2025 : Bernard Cathelain (Ecole Polytechnique promo 1980, Ecole nationale des ponts et chaussées promo 1985)
- Juin 2021 - Janvier 2024 : Marc Rumeau (Arts et Métiers ParisTech, promo 1970)
- Juin 2017 -Juin 2021 : Marc Ventre (Centrale Paris, promo 1974)

### Anciens Délégués Généraux
- Depuis Janvier 2018 : Jean Dambreville

## Produits et services

### Répertoire des ingénieurs et des scientifiques
IESF construit (par le biais des renseignements fournis par ses membres directs et indirects) et propose au public le Répertoire français des ingénieurs, accessible par internet sur le site d'IESF. Ce répertoire est publié pour la première fois en 1998 avec 380 000 noms et il compte 1 139 628 noms en novembre 2022.
Le but de ce répertoire est 
- la protection de l'appellation d'« Ingénieur » des usages abusifs éventuels, puisqu'il permet de vérifier instantanément si une personne a le droit de se prévaloir du titre d'ingénieur dont l'octroi est contrôlé par la Commission des titres d'ingénieur, évitant de la sorte la circulation de faux diplômes[13],
- de donner la liste des personnes qui doivent appliquer le code d'éthique de l'ingénieur[10].

### Enquête nationale
L’enquête socio-professionnelle sur la situation des ingénieurs est réalisée chaque année en mars et avril depuis près de 30 ans par l’Observatoire des Ingénieurs d’IESF et sort fin juin de la même année. 175 associations d’ingénieurs diplômés invitent leurs adhérents à répondre au questionnaire. Près de  55 000 réponses sont recueillies en moyenne chaque année et rendent les résultats et les conclusions représentatifs pour l’ensemble des ingénieurs en activité, diplômés en France.

### Plis cachetés
Depuis le 27 septembre 1890, IESF accepte le dépôt des plis cachetés dans ses archives. C’est ainsi que plus de 23 000 plis cachetés ont été confiés à l'association depuis plus de cent ans. Pour se prémunir contre les aléas de la création tels que vol, fuite ou copie, l’auteur a intérêt à réserver l’authenticité de sa découverte par tous les moyens de preuve. C’est pourquoi IESF propose le service des plis cachetés, dans le but de dater de façon certaine les découvertes contenus sans pour autant avoir recours à leur publication.

### Promotion des métiers de l'ingénieur et du scientifique (PMIS)
Le programme PMIS s'exécute à l'aide de membres bénévoles des associations d'ingénieurs et de scientifiques qui témoignent de leur expérience professionnelle, auprès des élèves de collège et de lycée.

### Journée nationale de l'ingénieur (JNI)
IESF et ses IESF régionales organisent chaque année une journée nationale des ingénieurs (JNI), relayée dans toute la France avec près de 5000 participants dans plus de 20 grandes villes.

## Pour approfondir